# Nikolaus Matthes
Nikolaus Matthes (* 1981 in Berlin) ist ein deutsch-schweizerischer Musiker, Dirigent, Komponist und Regisseur.

## Leben, Ausbildung und Tätigkeiten
Geboren in Berlin und aufgewachsen in Lüneburg, kam Nikolaus Matthes schon in der Kindheit mit Musik in Berührung, insbesondere mit der Musik Johann Sebastian Bachs. Er erhielt schon als Kind Privatunterricht in Blockflöte bei Reinhard Tüting an der Musikschule Lüneburg, später in Blockflöte und Klavier bei Meinrad Müller in Liestal, in Klavier, Chorpraxis, Generalbass, Komposition und Dirigieren bei Rolf Haas in Rheinfelden sowie in Harmonie- und Musiklehre bei John P. MacKeown in Basel.
Der Matura mit Schwerpunkt Musik (M) am Gymnasium Liestal (Dezember 2000) folgte eine langjährige Tätigkeit als Theaterregisseur und Pädagoge an der Sekundarschule Burg in Liestal (bis 2016) sowie am Gymnasium am Münsterplatz Basel (bis 2004).
Matthes hospitierte unter anderem 2001 bei Daniel Barenboim an der Staatsoper Unter den Linden in den Proben zum Wagner-Zyklus 2001 sowie 2003 bei Konrad Junghänel am Theater Basel (für »L’incoronazione di Poppea« von Claudio Monteverdi) und 2004, ebenfalls bei Konrad Junghänel, an der Sächsischen Staatsoper Dresden (für »Wie liegt die Stadt so wüste, die voll Volkes war«, eine szenische Produktion mit Musik von Heinrich Schütz und Matthias Weckmann in der Regie von Herbert Wernicke).
Von 2004 bis 2007 studierte Matthes an der London Film Academy in London mit Schwerpunkt in Kamera, Ton, Licht und Schnitt.
Noch vor Beendigung seiner Tätigkeit als Theaterregisseur und Pädagoge in Liestal begann Matthes 2013 ein Studium der Musiktheorie und Komposition an der Musik-Akademie der Stadt Basel bei Michel Roth und Johannes Menke. Das Studium schloss er 2016 mit dem Bachelor of Arts und 2018 mit dem Master of Arts und einer Arbeit über den »Kanon in der Bachkantate« ab.
Matthes arbeitete von August 2016 bis Dezember 2019 als Assistent des Tonmeisters Stefan Ritzenthaler bei Gallus Media AG, St. Gallen.
Seit 2016 ist Matthes als freischaffender Dirigent und Komponist tätig und legte seither etliche Werke vor, in denen er seine Spezialisierung auf eine Kompositionsweise vorweist, die alte Stile mit zeitgenössischen Elementen verbindet.
Das erste Werk dieser Art, mit dem Matthes an die Öffentlichkeit trat, war das im Rahmen seines Bachelor-Abschlusses erarbeitete Education-Projekt »Das goldene Vließ«. Für die Inszenierung der gleichnamigen Trilogie von Franz Grillparzer komponierte Matthes Musik zu entscheidenden Teilen der Handlung. Die Produktion, für die Matthes auch als Regisseur und Produzent sowie als musikalischer Leiter verantwortlich zeichnete, wurde im März 2016 mit dem Zürcher Barockorchester und einer Sekundarschulklasse aus Liestal sowie mit drei Sängern, zwei professionellen Schauspielern und einer Rockband in vier Aufführungen am Gymnasium Oberwil BL gezeigt und auf CD / DVD aufgenommen.
2018 führte Matthes zum Abschied eines Dozenten an der Schola Cantorum Basiliensis eine »Abschiedskantate« auf, die den Dozenten und seine 42-jährige Tätigkeit als Gehörbildungslehrer an derselben Institution würdigt.
Im Auftrag des Projektes Studio 31+ komponierte Matthes 2019 einen Zyklus von »31 Miniaturen für das Clavemusicum omnitonum«, uraufgeführt am Gare du Nord in Basel im Februar 2020 von Johannes Keller.
Ab April 2019, aber vor allem von Dezember 2019 bis April 2020, entstand die »Markuspassion«. Matthes legt mit ihr die erste ganz in Annäherung an barocke Stilistik gestaltete Neuvertonung des von J. S. Bach 1731 vertonten Librettos von Christian Friedrich Henrici, genannt Picander vor. Die Markuspassion wurde in vier Konzerten im März 2023 zum ersten Mal aufgeführt (Uraufführung: Kirche St. Peter, Zürich, 23. März 2023).
Mit dem »Contrapunctus XIX«, einer 2024 geschriebenen Vervollständigung der unvollendeten Fuge aus Johann Sebastian Bachs Kunst der Fuge (BWV 1080), legt Matthes eine neue Fassung dieses Werkes für vier Stimmen oder ein Tasteninstrument vor.

## Inszenierungen
- 2002: Faust I (J. W. von Goethe). Gymnasium am Münsterplatz Basel
- 2002: Andorra (Max Frisch). Sekundarschule Burg Liestal
- 2004: Die Physiker (Friedrich Dürrenmatt). Gymnasium am Münsterplatz Basel
- 2006: Frühlings Erwachen (Frank Wedekind). Sekundarschule Burg Liestal
- 2007: Top Dogs (Urs Widmer). Sekundarschule Burg Liestal
- 2008: The Crucible (Arthur Miller). Sekundarschule Burg Liestal
- 2008: Wir im Finale (Marc Becker). Sekundarschule Burg Liestal
- 2009: A Midsummer Night’s Dream (William Shakespeare). Sekundarschule Burg Liestal; eingeladen zum 4. Schülertheatertreffen des Schauspielhauses Zürich 2009
- 2009: Himmelwärts (Ödön von Horváth). Sekundarschule Burg Liestal
- 2010: Antigone / Lieblingsmenschen (Sophokles / Laura de Weck). Sekundarschule Burg Liestal
- 2010: Es war zweimal. Szenische Lesung mit Märchen der Brüder Grimm. Sekundarschule Burg Liestal
- 2010: Lysistrata (Aristophanes). Sekundarschule Burg Liestal
- 2011: Der kaukasische Kreidekreis (Bertolt Brecht). Sekundarschule Burg Liestal
- 2012: The Tempest (William Shakespeare). Sekundarschule Burg Liestal
- 2013: Eine Familie (Tracy Letts). Basler Lehrertheater[8]
- 2013: Die Räuber (Friedrich Schiller). Sekundarschule Burg Liestal
- 2014: Die Verwandlung (Franz Kafka). Sekundarschule Burg Liestal
- 2015: Wir im Finale (Marc Becker). Basler Lehrertheater
- 2016: Das goldene Vließ (Franz Grillparzer). Education-Projekt. Zürcher Barockorchester und Sekundarschule Burg Liestal[9]
- 2019: Biedermann und die Brandstifter (Max Frisch). Basler Lehrertheater[10]

## Kompositionen
Matthes ordnet seine Kompositionen in einem selbst erstellten Verzeichnis weitgehend chronologisch, beginnend mit dem »Goldenen Vließ«, 2016. Zunächst wurde die Ordnung mit dem Präfix »W. N.« vorgenommen (»W. N. …« stand für »Werk Nr. …«), später mit der allgemeiner üblichen Bezeichnung »op.«. – Unvollständige Werke oder Werke mit rein persönlichem Charakter werden hier nicht aufgeführt.
- 1997: Der Sonnengesang des Franziskus von Assisi. Kantate für Solisten, Chor und Orchester; Uraufführung: Januar 1998, Ref. Kirche Rheinfelden (keine Werknummer)
- 2004: Musik zum Kurzfilm »Blink« von Nicole Saganice, London (keine Werknummer)
- 2016: Das goldene Vließ. Musik zur gleichnamigen Trilogie von Franz Grillparzer. Education-Projekt mit dem Zürcher Barockorchester, 3 Sängern, 2 Schauspielern und einer Sekundarschulklasse. Aufführungen: 13. bis 16. März 2016, Oberwil BL. (op. 1)[11]
- 2016: Grosse Konzert-Suite für Oboe da caccia und Streichorchester. (op. 15)
- 2017: Sonate für zwei Violinen und Generalbass. Uraufführung am Forum für Alte Musik in Hannover. (op. 3)
- 2017: Epilog zu Heinrich von Kleists »Michael Kohlhaas«. Kantate für Sänger und Basso continuo. (op. 6)
- 2017: Vier Choralaussetzungen von Bachchorälen. Erstellt für die CD-Edition »Bach 333«; eingespielt für Deutsche Grammophon von Christian Schmitt. (op. 9)[12]
- 2017: Zehn Kanons auf zehn verschiedene Intervalle für Cembalo. (op. 10)
- 2017: Vier Madrigale zu ein, zwei, drei und vier Stimmen. Über den Text »Madonn’ io mi consumo«. (op. 11)
- 2017: Fünfzehn Inventionen für Cembalo. (op. 12)
- 2018: Alphorn-Quartett. Stück für Alphorn und Streichquartett über den Choral »Wie schön leuchtet der Morgenstern«. (op. 13)
- 2017–2018: Cantata ad ineundum Ioanni Petri Textoris otium (Kantate zum beginnenden Ruhestand von Hans Peter Weber). Aufführung: Musik-Akademie Basel, Grosser Saal; 19. Juni 2018. (op. 2)[13]
- 2018: Unüberwindlich starker Held. Kantate zum Michaelisfest für Solisten, Chor und Orchester. (op. 14)
- 2018–2019: Michi. Musik für 14 Stimmen. Konzert zum Gedenken an Dr. Michael Kessler. Musik-Akademie Basel, Grosser Saal; 5. Oktober 2019. (op. 17)
- 2019: 31 Miniaturen für das Clavemusicum omnitonum. Uraufführung: Gare du Nord, Basel, Johannes Keller; 6. Februar 2020. (op. 20)[14]
- 2019–2020: Markuspassion. Oratorische Passion nach dem Text von Christian Friedrich Henrici, genannt Picander, für Solisten, Chor und Orchester in barocker Besetzung. Uraufführung: März 2023. (op. 18)[15]
- 2024: Contrapunctus XIX. Vervollständigung der unvollendeten Fuge aus Johann Sebastian Bachs Kunst der Fuge. (op. 26)[16]